# Il giardino delle api (singolo)
Il giardino delle api è un singolo di Marco Masini, secondo estratto dall'album omonimo, scritto con Giuseppe Dati e Goffredo Orlandi. 
Il brano arriva in nona posizione in classifica.
Nella metafora del testo, "il giardino" è il mondo, dove "l'ape", ovvero l'essere umano, attraverso la purezza dell'amore riconquista se stesso e progetta il suo futuro.

## Videoclip
Il videoclip del brano è un'animazione che ha per protagonista un'ape.

## Tracce
1. Il giardino delle api (Radio Edit) - (4:12)
2. Il giardino delle api (Versione strumentale con cori) - (4:11)
3. Il giardino delle api (Versione strumentale internazionale) - (4:11)

## Curiosità
Nel 2017, la data del 20 maggio è stata designata Giornata Mondiale delle Api.